# Stanislav Petrov
Stanislav Evgrafovici Petrov (rusă Станисла́в Евгра́фович Петро́в; n. 7 septembrie 1939, Vladivostok, RSFS Rusă, URSS – d. 19 mai 2017, Friazino, Moscova, Rusia) a fost un locotenent-colonel retras al Apărării Antiaeriane Sovietice. La data de 26 septembrie 1983, el era ofițerul responsabil al centrului de monitorizare nucleară de la Oko, sistemul centrului raportând că o rachetă nucleară a fost lansată din Statele Unite Ale Americii. Petrov a considerat avertizarea ca fiind una falsă, astfel, decizia sa prevenind un contraatac de proporții gigantice și o distrugere reciprocă din partea Statelor Unite ale Americii și al aliaților din NATO. Investigații ulterioare au confirmat că avertizarea satelitului a fost cauzată de o defecțiune.

## Incidentul
Rolul lui Petrov în prevenirea războiului nuclear este discutabilă, mai ales după ce reprezentanții Rusiei au declarat că pentru ca un contraatac să fie lansat, sunt necesare detecții din mai multe surse. Oarecum incidentul a expus o eroare gravă în sistemul inițial de detectare sovietică. Petrov nu a fost nici premiat nici sancționat pentru acțiunea sa.
Dacă Petrov ar fi raportat rachetele americane, superiorii săi puteau lansa un contraatac împotriva Statelor Unite, provocând un răspuns nuclear din partea SUA. Ulterior, s-a dovedit că Petrov avea dreptate, nici o rachetă nu a fost lansată și detectarea calculatorului a survenit în urma unei erori. După o perioadă s-a demonstrat că alarma falsă a fost creată de un aranjament rar al luminii soarelui cu nori de înaltă atitudine și sateliții sovietici. Acest fenomen a fost numit Orbita Molniya.
Petrov a declarat ulterior că decizia sa a fost influențată de informațiile deținute: un atac din partea Statelor Unite ar fi un atac cu tot arsenalul din dotare, deci un atac cu 5 rachete ar fi un start ilogic, sistemul de detectare era nou și din punctul lui de vedere nu era complet de încredere și de faptul că radarul terestru nu a detectat nici o dovadă solidă, chiar și după câteva minute de așteptare.. Oarecum într-un interviu din 2013, Petrov a declarat că la acel timp nu era 100% sigur că alarma era falsă. A simțit că pregătirea sa civilă l-a ajutat să facă decizia potrivită. Colegii săi erau toți soldați de profesie cu pregătire pur militară și cu o inclinație pentru îndeplinirea ordinelor „ca la carte”, ei ar fi raportat atacul nuclear, dacă erau de tură.
Decizia lui Petrov a fost contestată de superiorii săi deși inițial fiind lăudat pentru decizia sa.
Generalul Yury Votintsev, comandatul Apărării Antiaeriene Sovietice, a fost primul care a auzit raportul lui Petrov despre incident (și primul care a dezvăluit incidentul publicului în 1990) a declarat că „acțiunile corecte” a lui Petrov au fost „notate”.. Petrov a declarat că inițial a fost lăudat la Vladintsev și i-a fost promis un premiu. dar își mai aduce aminte că a fost de asemenea reprimat pentru faptul că nu a completat incidentul în jurnalul său militar.
La acel moment, Petrov nu a primit nici un premiu. Conform lui Petrov, acest lucru s-a întâmplat deoarece erorile găsite în sistemele de detectare ar fi pus superiorii săi și oamenii de știința care au fost responsabili de acel proiect într-o poziție nefavorabilă, și dacă el ar fi fost premiat, aceștia din urmă ar trebui să fie sancționați. El a fost realocat la un post mai puțin important, s-a pensionat devreme (se pare că a fost forțat să părăsească armata, conform surselor), și a suferit o cădere nervoasă.
Într-un interviu ulterior, Petrov a declarat că faimosul buton roșu nu ar fi funcționat, deoarece psihologii militari nu voiau să pună decizia unui război în mâinile unei singure persoane.
Incidentul a început să fie cunoscut în anii 1990 după publicare în Memoriile lui Votintsev. Raporturile mass media au crescut conștientizarea publică al acțiunilor lui Petrov.
Rolul militar a lui Petrov în incident este confuz. Petrov, ca individ, nu era într-o poziție din care ar fi putut lansa singur rachete din arsenalul sovietic. Singurul său rol era să monitorizeze folosind sateliții orice atac nuclear și să-l raporteze către superiorii săi, liderii Sovietici luând decizia dacă un contraatac împotriva Vestului ar fi necesar. Dar rolul lui Petrov este crucial în furnizarea de informații pentru luarea deciziei. Conform lui Bruce Blair, un specialist al strategiilor din Războiului Rece și un susținător al dezarmării nucleare „Liderii sovieticii, având doar câteva minute pentru a se decide, dacă ar avea informația că un atac a fost lansat, ar lua decizia de a contraataca.”
Petrov declarând ulterior „În mod clar nici nu m-am gândit că o să mă lovesc de o asemenea situație. A fost prima, și din câte știu eu singura data când un asemenea lucru s-a întâmplat, exceptând simulările de practică.”

## Premii și distincții

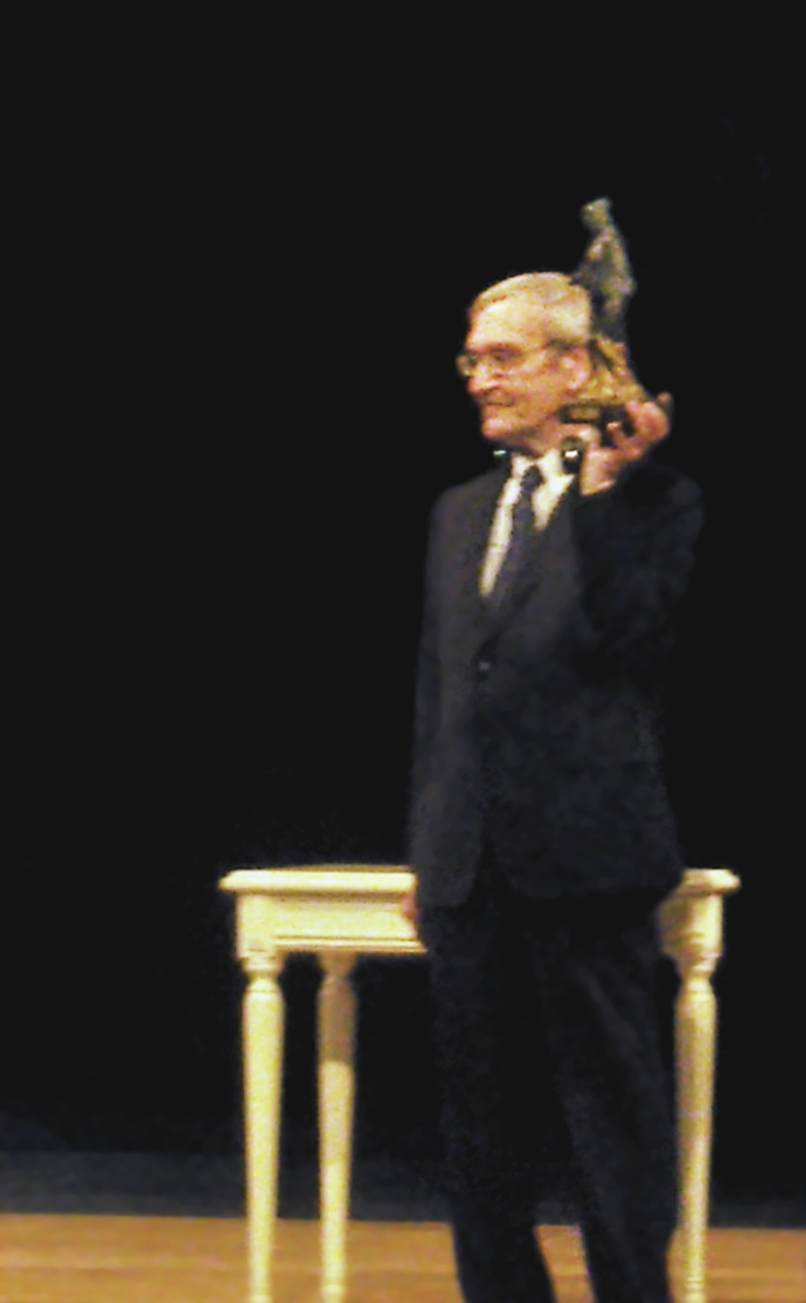
Stanislav Evgrafovici Petrov, la Dresda în 2013

Pentru acțiunile sale în prevenirea unui război nuclear în 1983, Petrov a primit Dresden Preis 2013 (Premiul Dresden) în Dresden, Germania, în februarie 17, 2013. Premiul a inclus €25.000 (125.435 Lei). La 24 Februrarie 2012 a primit Premiul German Media, la o ceremonie în Baden Baden, Germania.
La 21 mai 2004, o asociație de Cetățeni Mondiali din San Francisco i-au acordat lui Petrov premiul de Cetățean Mondial împreună cu un trofeu și cu un premiu de $1.000 (4.343 Lei) pentru: „rolul său în prevenirea unei catastrofe.”
În ianuarie 2006, Petrov a călătorit în Statele Unite ale Americii unde a fost premiat la o întâlnire la Organizația Națiunilor Unite din New York (oraș). Asociația Cetățeniilor Mondiali l-au premiat pe Petrov cu un al doilea premiu special de Cetățean Mondial. Ziua următoare, Petrov s-a întâlnit cu jurnalistul American Walter Cronkite în biroul său de la CBS. Interviul împreună cu alte faze importate ale călătoriei lui Petrov în Stele Unite au fost incluse in filmul Documentar Omul Care a Salvat Lumea (film).
În aceiași zi în care Petrov a fost premiat la sediul Națiunilor Unite din New York , misiunea permanent a Federației Ruse la Națiunile Unite a emis un comunicat de presă conform căreia o singură persoană nu putea să prevină sau să înceapă un război nuclear, comunicatul începând cu: „Sub nici o circumstanță decizia de a folosi armele nucleare nu putea fi luată având ca dovadă o singură sursă sau datorită unui singur sistem. Pentru ca acest lucru să se întâmple o confirmare era necesară de la mai multe sisteme, radare terestre, sateliți de avertizare, raporturi ale agențiilor de spionaj, etc.” Dar Bruce Blair a spus că la acel timp relațiile Statelor Unite cu Uniunea Sovietică „s-au deteriorat la un punct unde Uniunea Sovietică ca un sistem, nu doar Kremlin-ul nu doar Andropov, nu doar KGB-ul - ci sistemul se așteptă la un atac și era pregătit de un contraatac rapid. Era deja alertă în Uniunea Sovietică. Liderii fiind nervoși și predispuși la greșeli și incidente... Alarma falsă care a apărut în tura lui Petrov ar fi putut duce la o relație mai periculoasă intre Statele Unite și Uniunea Sovietică.” În acea perioadă, conform lui Oleg D. Kalugin, un fost director de KGB al departamentului de contrainformații „Pericolul era în gândirea liderilor ‘Americanii pot ataca, deci este mai bine ca noi să atacăm primii.’”
Petrov a declarat că nu crede că ar trebui să fie considerat un erou pentru acțiunile sale din acea zi. Într-un interviu pentru filmul documentar Butonul roșu și Omul care a Salvat Lumea, Petrov a spus, „Tot ce s-a întâmpla nu a contat pentru mine - era slujba mea. Eu doar îmi făceam meseria, și am fost persoana potrivită la timpul potrivit, asta este tot. Soția mea pentru 10 ani nu a știut nimic despre acest lucru, 'Ce ai făcut?' m-a întrebat într-o zi. 'Nu am făcut nimic.' i-am răspuns.”